# Ammoniakate
Ammoniakate oder Amminsalze sind Salze, die koordinativ gebundene Ammoniak-Moleküle enthalten, analog zum Kristallwasser in Hydraten.

## Vertreter
Ammoniakate sind von vielen Metallsalzen bekannt, beispielsweise von den zweiwertigen Iodiden Nickel(II)-iodid, Cobalt(II)-iodid, Eisen(II)-iodid, Kupfer(II)-iodid, Mangan(II)-iodid, Zinkiodid, Cadmiumiodid und Magnesiumiodid. Alkalihalogenide weisen meist eine gerade Anzahl Ammoniak-Moleküle pro Formeleinheit auf. Von anderen Salzen sind aber auch Ammoniakate mit 1,5 oder fünf Molekülen Ammoniak pro Formeleinheit bekannt.

## Herstellung
Ammoniakate entstehen, wenn Salze aus wässrigen Ammoniak-Lösungen auskristallisieren oder durch direkte Reaktion mit Ammoniak, wenn Salze in flüssigem Ammoniak aufgelöst werden oder gasförmiges Ammoniak über solche Salze übergeleitet wird.

## Verwendung
Ammoniakate werden als Speicher für Ammoniak als Treibstoff untersucht. Hierfür eignen sich möglicherweise Verbindungen wie Hexaamminmagnesiumdichlorid oder Octaammincalciumdichlorid.